# Керченський місорій
Керченський місорій  — ювелірний виріб у вигляді округлого блюда (чаші) зі срібла, знайдений в Керчі наприкінці 19 ст. Згідно останніх досліджень українських вчених, в центрі Керченського місорія міститься зображення римського імператора Константина I Великого (306—337). На їхню думку, місорій був надісланий імператором як церемоніальний подарунок одному з представників проримської партії боспорської правлячої верхівки у Пантікапеї після закінчення римо-херсонесько-боспорської війни у 30-х роках IV ст.

## Історія знахідки
При дослідженнях гори Мітрідат в її північно-східній ділянці в січні 1891 року наштовхнулися на катакомбу. Пограбоване в давнину приміщення, однак, мало декілька археологічних знахідок, що зацікавили науковців в столиці Російської імперії. Результати обстеження новонайдених катакомб і археологічних знахідок в них спонукали членів Імператорської Археологічної комісії дослідити споруду ретельніше. Дослідження в Керчі провів голова Археологічної комісії, граф Бобринський Олексій Олександрович в липні 1891 року і створив її план.
Серед знахідок в катакомбі був і щит, який отримав назву «Керченський місорій».

## Опис твору
Круглий щит має діаметр 25 сантиметрів, його вага близько шістьсот шістдесяти (660) грамів. На опуклій стороні виробу — було зображення вершника, якого спочатку ідентифікували як імператора Юстиніана І. Жіночу фігуру із золотим вінцем у руці попереду вершника визнали богинею перемоги Ніке, воїна за конем — гвардійцем. Імператор в розкішному вбранні, прикрашеному чи то вишивкою, чи то коштовним камінням і вишивкою. Видно лише одну руку вершника, що тримає спис.
Воїн зі списом і щитом в пишному вбранні, але в менш урочистому, ніж імператор. Щит воїна прикрашає монограма Христа. Ще один щит лежить під копитами імператорського коня. Щит з Керчі обережно розчистили і передали в Імператорський музей. Пізні дослідження рідкісної знахідки довели, що це зображення не Юстиніана І, а імператора Констанція II.
Саме Флавій Юлій Констанцій отримав у володарювання Східну частину Римської імперії. Войовничий володар відсторонив від влади рідних з боку батька і сімку племінників. В імперії було неспокійно і через війну з германськими варварами, і через розпочату громадянську війну.
Констанцій II помер 3 листопада 361 року у Кілікії, ослаблений гарячкою та труднощами минулих років. Юліан доправляє тіло Констанція у Константинополь, щоб надати йому останні почесті як імператору.